# Adrian Granat
Adrian Granat (* 26. April 1991 in Malmö, Schweden als Carl Wilhelm Adrian Granat) ist ein schwedischer Boxer im Schwergewicht.

## Amateurkarriere
Der sehr schlagstarke Granat begann im Alter von 13 Jahren mit dem Boxen. Unter anderem wurde er im Jahre 2012 schwedischer Meister in der schwedischen Hauptstadt Stockholm. Dort bezwang er im Finale Pierre Souma mit 21:10 nach Punkten.

## Profikarriere
Sein Profidebüt entschied der 2,02 Meter große Linksausleger am 8. November 2013 für sich, als er in der schwedischen Stadt Kalmar den Polen Patryk Kowoll in Runde 2 in einem auf 4 Runden angesetzten Gefecht k.o. schlug.
Im Jahr darauf besiegte er den bis dahin noch ungeschlagenen Deutsch-Türken Aziz Baran ebenfalls durch T.K.o. in der 2. Runde und Ende Oktober desselben Jahres den Briten Danny Williams, der seine beste Zeit allerdings schon längst hinter sich hatte, durch klassischen Knockout in Runde 2.
Im Jahre 2015 gewann Granat unter anderem im rumänischen Galați gegen den Deutsch-Kasachen Konstantin Airich in einem auf 8 Runden angesetzten Kampf durch technischen K. o. in Runde 3 und gegen den Briten Michael Sprott in der Inselparkhalle in Wilhelmsburg, Hamburg, in einem auf ebenfalls 8 Runden angesetzten Fight in der 1. Runde durch klassischen Knockout.
Drei weiteren K. o. Siegen gegen Aufbaugegner, folgte am 15. Oktober 2016 der Gewinn des IBF International Champion-Titels gegen den Deutschkanadier Franz Rill durch K.-o.-Sieg in der sechsten Runde. 
Bereits in der ersten Titelverteidigung gegen Alexander Dimitrenko am 18. März 2017, musste Granat die erste Niederlage seiner Profikarriere hinnehmen. Hoch favorisiert ging Granat vor heimischem Publikum in Malmö schon in der Eröffnungsrunde nach einer Konteraktion Dimitrenkos erstmals zu Boden. Ohne sich vollends vom Niederschlag erholt zu haben, wurde der Kampf wieder freigegeben. Nach einem darauffolgenden Schlaghagel Dimitrenkos ging Granat erneut zu Boden und wurde nach 2:07 Minuten in der ersten Runde ausgezählt. Diese Niederlage bedeutete zugleich den Verlust des IBF Intercontinental Champion Titels.